# 壁湯温泉
壁湯温泉（かべゆおんせん）は、大分県玖珠郡九重町（旧国豊後国）にある温泉。九重九湯の一つである。

## 泉質
- 単純温泉
  - 源泉温度39℃

## 温泉街
町田川の川沿いに一軒宿の「旅館福元屋」が存在する。川沿いの洞窟風呂が有名であり、源泉は足元湧出である。また川面と同じ高さの川沿い露天風呂も存在する。
共同浴場は1軒「壁湯温泉」が存在する。こちらも源泉は足元湧出である。

## 歴史
開湯は享保年間といわれる。鹿が入浴しているところを猟師が発見したとされ、壁からお湯が湧いていたことから、温泉名も壁湯となった。

## アクセス
- 鉄道：久大本線豊後森駅よりバスで約30分。